# أكيرا إينابا
أكيرا إينابا (باليابانية: 稲葉陽؛ بالكانا: いなば あきら) هو لاعب شوغي ‏ ياباني، ولد في 8 أغسطس 1988 في نيشينومايا في اليابان.